# 斎藤信吉
斎藤 信吉（さいとう のぶよし、永禄2年（1559年） - 慶長15年2月3日（1610年2月27日）は、戦国時代の武将。通称は久右衛門尉。利信。越中国城生城主、斎藤信利の弟。斎藤利基の次男。母は神保氏の娘。
『寛政重修諸家譜』には、兄信利と共に早くから織田信長に仕えて浅井長政との戦いに軍功ありと記すが、実際に信長に属したのは上杉謙信死後の織田軍の越中侵攻時のことであろう。天正6年10月、越中月岡野の戦いにおいて織田軍は上杉軍を敗走させたが、この時信吉は上杉方の拠点今泉城を攻め落とす手柄を立てた。諱の「信」は信長よりの偏諱という。しかし本能寺の変を機に斎藤一族は上杉方に寝返り、後に佐々成政によって没落させられた。
その後斎藤兄弟は徳川家に仕官し、信吉は上総国で400石を与えられ、徳川秀忠付きとなる。慶長5年、関ヶ原の戦いにおいて、信吉は秀忠軍の一員として従軍し、信州上田合戦において奮戦し、上田七本槍の一人として功名した。しかし軍令違反を咎められ、一時上野国吾妻に蟄居させられたが、後に赦免され大番、組頭にすすみ、慶長15年（1610年）2月3日、山城国伏見にて没した。享年52。法名は宗胤。子孫は旗本として続いた。